# Pigeonnier de Vaujoyeux
Le pigeonnier de Vaujoyeux est un colombier de Planguenoual, en France.

## Généralités
Le pigeonnier de Vaujoyeux est érigé à 500 m à l'ouest du centre de Planguenoual, dans les Côtes-d'Armor, près du lieu-dit de Vaujoyeux. 
Il s'agit d'un édifice quadrilobe : le colombier central est flanqué de quatre tours formant des absidioles. Chacune des tours est couverte en cul-de-four.

## Historique
La première mention du pigeonnier date du début du XVIe siècle, par un acte de vente de 1510. Dépendant alors du manoir de Vaujoyeux, dont il est l'unique élément ayant survécu à l'époque contemporaine, il partage encore son architecture avec plusieurs colombiers voisins au XIXe siècle. Au XXe siècle, il est toutefois l'unique édifice subsistant de ce genre.
Le pigeonnier de Vaujoyeux est classé monument historique le 29 décembre 1982.